# Xenobatrachus scheepstrai
Xenobatrachus scheepstrai és una espècie de granota que viu a Indonèsia.